# 英格兰威士忌
英格兰威士忌，是在英格兰制造的威士忌。目前，只有三家酒厂在制造英格兰威士忌。尽管英格兰不以制造威士忌而闻名，但直到19世纪，伦敦、利物浦以及布里斯托都有酒厂在制造威士忌。此后英格兰单一麦芽威士忌的制作便被停止，直至2003年才恢复制造。

## 历史
与苏格兰一样，英格兰也有生产制造单一麦芽威士忌的历史。然而，随着酿酒责任有限公司（D.C.L），现为帝亚吉欧的利亚谷酿酒厂的关闭，单一麦芽威士忌的生产也随之在1905年被停止。
在阿尔弗雷德·巴纳德1887年出版的《英格兰的威士忌酿酒厂》一书中，都提及了以下列出的英格兰酿酒厂：
- 利亚谷酒厂，斯特拉特福，伦敦（成立于19世纪后期）生产制造谷物和麦芽威士忌。
- 银行大堂酒厂（利物浦）生产制造谷物和麦芽威士忌。
- 布里斯托酒厂（成立于于17世纪）生产制造“送至苏格兰及爱尔兰，混合出质量更高的苏格兰威士忌与爱尔兰威士忌，”。
- 沃克斯豪尔利物浦酒厂（成立于1781年）生产谷物威士忌。

2003年，圣奥斯特尔啤酒厂与希利苹果酒农场发布了声明，称300年来首度生产了“康沃尔”单一麦芽威士忌。尽管没有大量的证据表明康沃尔郡曾经生产制造过威士忌，但这是将近一个世纪以来，英格兰的第一个商业制造的威士忌。次此合作，还在2011年9月推出了一瓶七年历史的威士忌。
农夫詹姆斯·内尔斯特普于2006年建立了英格兰威士忌有限公司，并于2009年推出了三年历史的威士忌。至此之后，英格兰威士忌有限公司的出品便一直遵循着按不同时间与味道进行编「章」（Chapter）装瓶。

## 英格兰威士忌的酿酒厂

### 希克希利
2003年，康沃尔郡的两家饮料生产商，圣奥斯特尔啤酒厂与希利苹果酒农场发布了声明，宣布英格兰停止生产威士忌将近一世纪之后，他们准备开始生产威士忌。
2011年9月，圣奥斯特尔啤酒厂与希利苹果酒农场联合推出了一款七年历史的威士忌，并选择使用“whiskey”作为其名字的拼写。威士忌评论家，《威士忌圣经》的作者吉姆·默里将此描述为“过去十年里最好的登场瓶装亮相”。此次销售的部分所得款项捐赠给了当地的慈善机构。
希克希利的威士忌选用康沃尔郡东南部特里魯爾福特（Trerulefoot）的马里斯大麦，并在圣特奥斯啤酒厂传统的维多利亚式酿酒厂里进行发酵，随后再转送至希利苹果酒农场。接着在一个由苏格兰制的1,200升的铜制锅里进行二次蒸洗。酒就在康沃尔郡的美式波本木桶里经历时间的洗礼。

### 圣乔治酒厂
圣乔治酒厂于2006年建立于诺福克郡的洛德汉姆，它所生产的是单一麦芽威士忌。2009年，圣乔治酒厂的威士忌第一次进入市场，那是一批三年历史的威士忌。这批威士忌的谷物选自费克纳姆，酵母选自赫尔河畔的金斯顿，水则来自布列克兰。经营该酒厂的公司被称为“英格兰威士忌有限公司”。
公司的创始人詹姆斯·内尔斯特普把在诺福克郡生产制造威士忌形容为一个做了45年的梦，并说诺福克郡的大麦历来都是被送至苏格兰进行制造威士忌。他的想法是建立一个小型的酿酒厂，由于蒸锅容量小于1800升（低于英格兰所认可的容量），在向税务及海关总署申请蒸馏经营许可证失败之后，他将蒸锅的容量改至最低标准的1800升，才获得蒸馏经营许可证。
2010年，圣乔治酒厂遭遇了一场小型火灾。所幸的是建筑物内的威士忌并未受到影响，公司在随后不久也正常营业了。为了表示威士忌的生产时间，圣乔治酒厂采用按时间顺序进行装瓶的系统。从2010年2月2日推出了编号为第一章的威士忌开始，圣乔治酒厂已经推出了一系列有一定年限的麦芽酒以及单一麦芽威士忌。总体上，奇数编章号系列的用来表示泥煤麦芽威士忌。英格兰威士忌有限公司已经推出了十一章的威士忌，第七章的威士忌是在朗姆酒木桶内完成酿造的。
2011年，为了庆祝威廉王子与凯瑟琳·米德尔顿小姐的皇室婚礼，圣乔治酒厂还推出了酒精含量为46%的威士忌。随后的2012年，圣乔治酒厂又推出了伊丽莎白女王登基 60 周年钻禧庆典的限量版威士忌。